# Eugène Parlier
Eugène Parlier (Montreux, 13 februari 1929 – 30 oktober 2017) was een Zwitsers voetballer die speelde als doelman.

## Carrière
Parlier speelde tussen 1946 en 1967 voor FC Montreux, Cantonal Neuchâtel, Servette, Urania Sport, FC Biel-Bienne, Lausanne-Sport en Étoile Carouge.
Parlier maakte in 1952 zijn debuut voor Zwitserland, hij speelde in totaal 21 interlands voor zijn land. Verder maakte hij deel uit van het team dat deelnam aan het WK 1954 in eigen land.